# Elvis Mitchell

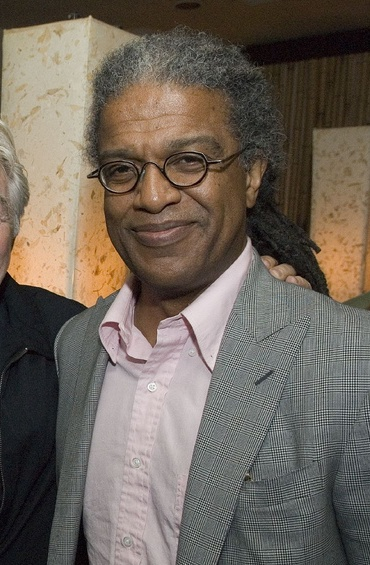
Elvis Mitchell (Juni 2007)

Elvis Mitchell (* 1958 in Highland Park, Michigan) ist ein US-amerikanischer Filmkritiker, Journalist und Moderator.

## Leben
Elvis Mitchell wurde in Highland Park, nahe Detroit geboren. Nach seinem Studienabschluss 1980 an der Wayne State University in Englisch, wurde er relativ schnell Filmkritiker und schrieb für Zeitschriften wie Fort Worth Star-Telegram, LA Weekly, Detroit Free Press und die New York Times.
Ende der 1980er Jahre war er auf dem Fernsehsender PBS mit seiner kurzlebigen Show The Edge, in der er allgemeine und auch spezielle Filmkritiken darbot, auch als Moderator tätig. Seit 1996 hat er mit The Treatment seine eigene Radiosendung auf KCRW-FM, welche sowohl landesweit auch via Podcast übertragen wird. Zusätzlich dazu trat er auch häufiger in der Sendung Weekend Edition des Radiosenders NPR als Kommentator und Kritiker für kulturelle Angelegenheiten auf.
Nachdem Janet Maslin zum Ende des Jahres 1999 als Cheffilmkritikerin der New York Times zurückgetreten war, wurde er ihr Nachfolger. Er selbst wurde 2004 von der neuen Doppelspitze um A. O. Scott und Manohla Dargis abgelöst. Parallel dazu war er häufiger Dozent an der renommierten Harvard University.
Im Sommer 2011 wurde bekannt, dass Mitchell als Kurator des Los Angeles County Museum of Art angestellt wurde, um eine Filmreihe über den Independentfilm zu präsentieren.